# Миле против транзиције
Миле против транзиције (стилизовано као Миле vs транзиција) српска је телевизијска серија која се премијерно емитовала на телевизији Б92 у периоду од 2002. до 2007. године.
Од 2019. године се емитује наследник серије Миле против транзиције, под називом Ујка — нови хоризонти.

## Радња
Миле се, уз помоћ Столета, Маце, Ружице и Дитриха, бори против транзиције, „Партнерства за мир“, шпијуна из сопствених редова, Си-Ен-Ена, шенгенских виза... Оснивају банду суперхероја која ће удисањем смога и бензина покушати да скрене натприродне моћи.
Чине разне ствари како би спасли Србију од транзиције.

## Улоге
| Глумац            | Улога  |
| ----------------- | ------ |
| Зоран Цвијановић  | Миле   |
| Бранка Катић      | Маца   |
| Борис Миливојевић | Столе  |
| Ана Марковић      | Ружица |
| Богдан Диклић     | Дитрих |

## Списак епизода
1. 100 Марака
2. Није лако бити фин
3. Саобраћајни прописи или Миле у ланцима
4. Страни језици или Дас ис Миле
5. Инат
6. Кампања против насиља
7. Празници или Укинути Миле
8. Хаг или Оптковани миле
9. Објективно информисање или Миле у рајем малажи
10. Пирати
11. Јавно мњење или Циљна група Миле
12. Бенседин или Миле у вештачком рају
13. www.milе-srbija.ko.ju
14. Најбољи Европљанин
15. Слобода или Последња битка
16. Под санкцијама или Миле сагињати нече
17. Повратак илегале или Миле у каналу
18. Направом сте месту или Миле утисак недеље
19. Миле се вратио (енгл. Free Mile Now)
20. Реформа школства
21. Залихе или Истекао је рок трајања
22. Корупција или Чашћавање по Милету
23. Сексуално узнемиравање или Миле брате воли женско
24. Глобализација или Миле мадрин србија
25. Изборна тишина или Миле вози такси
26. Трубачи и хармоникаши
27. или Миле загреју народа
28. Пасуљ а ла Миле
29. Рођак из иностранства или дијаспоре
30. Војска или Операција застанак
31. или Миле није модел
32. Суочимсе за Хаја или Миле против беданица
33. Менталитет
34. Кредити
35. Миле 2006
36. Велики батица или Миле на крову Купинова и одстатка света
37. Хумано пресељење или Пресађивање Милета, први део
38. Хумано пресељење или Пресађивање Милета, други део
39. МилеМен или Миле носи хеланке
40. Брендирање Србије или Миле враћа роде
41. Да ми умре мајка или Детектор лажи
42. Ово оно шта ти ја знам Милетов бизнис или приватизација
43. Домаће а наше
44. Бели Шенген или Миле чека визу
45. Милеонер или Желите ли да постанете Миле
46. Доле пакт или Миле у служби службе
47. Реконструкција или Миле на батерије
48. Коначно разоткривање или Миле интернационале